# Avenue Jules-Janin
L'avenue Jules-Janin est une voie du 16e arrondissement de Paris, en France.

## Situation et accès
L'avenue Jules-Janin est une voie privée située dans le 16e arrondissement de Paris. Elle débute au 12, rue de la Pompe et se termine au 32 de la même rue.
Le quartier est desservi par la ligne 9, à la station de métro La Muette.

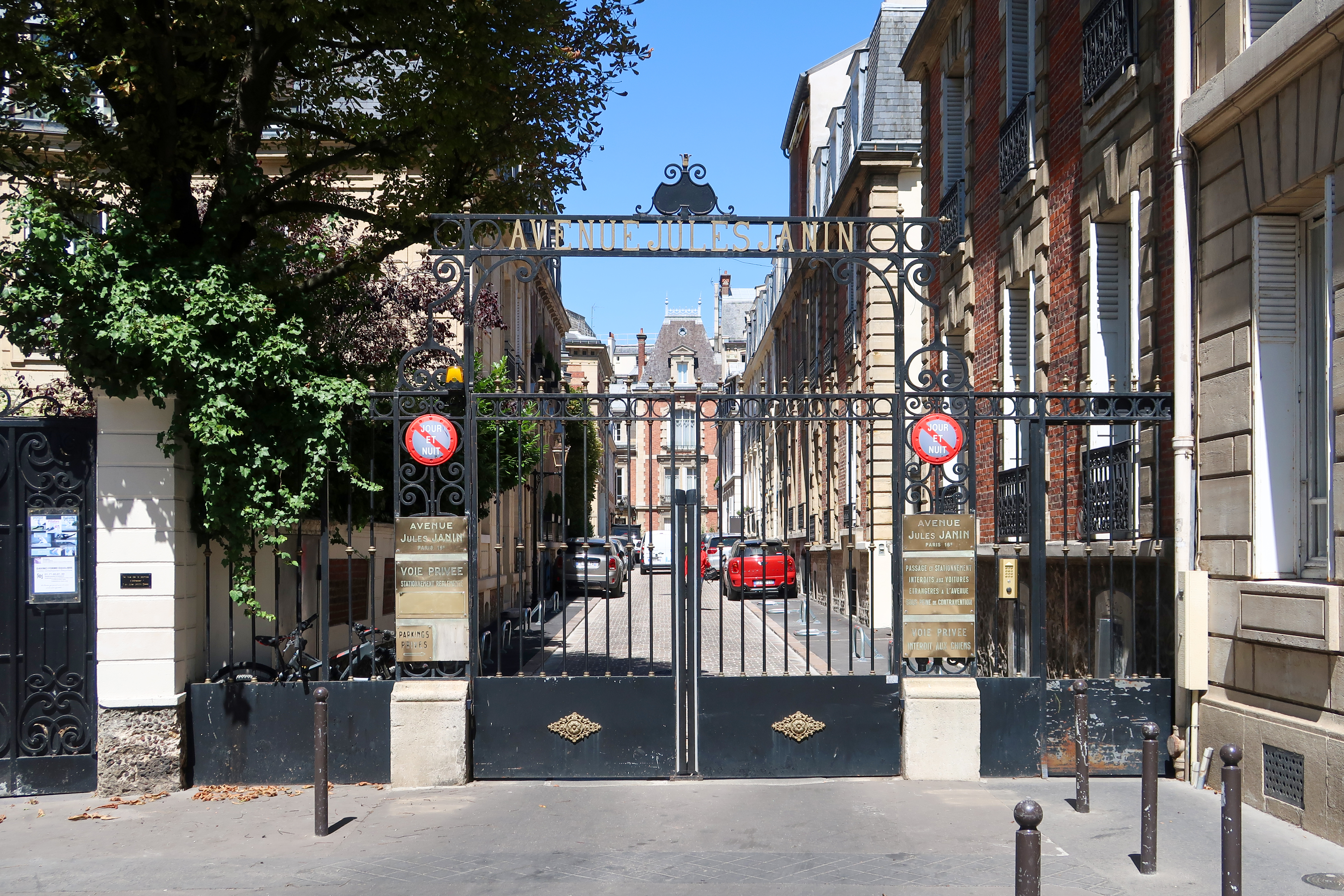
Entrée au niveau du 12 rue de la Pompe.
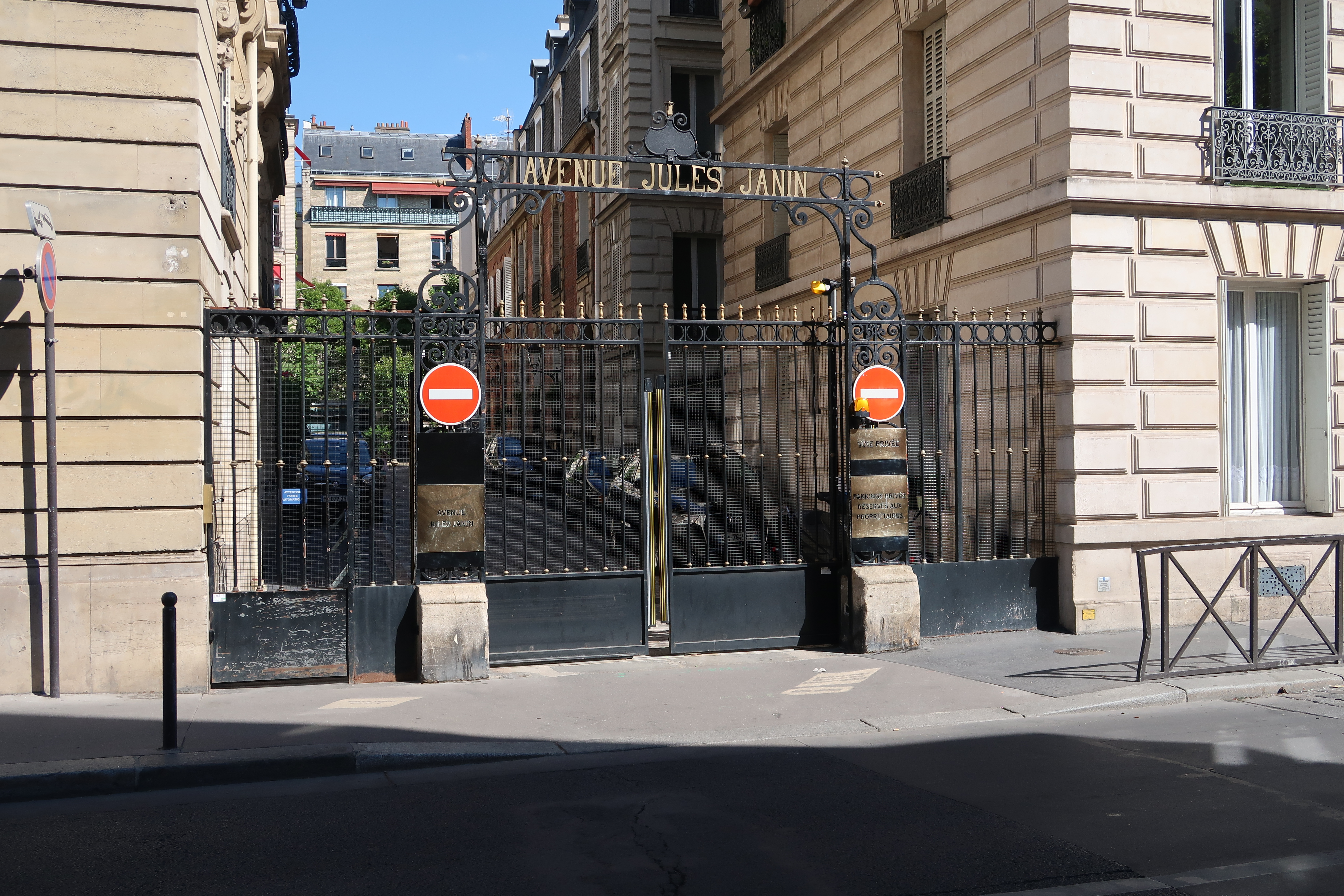
Entrée au niveau du 32 rue de la Pompe.

## Origine du nom

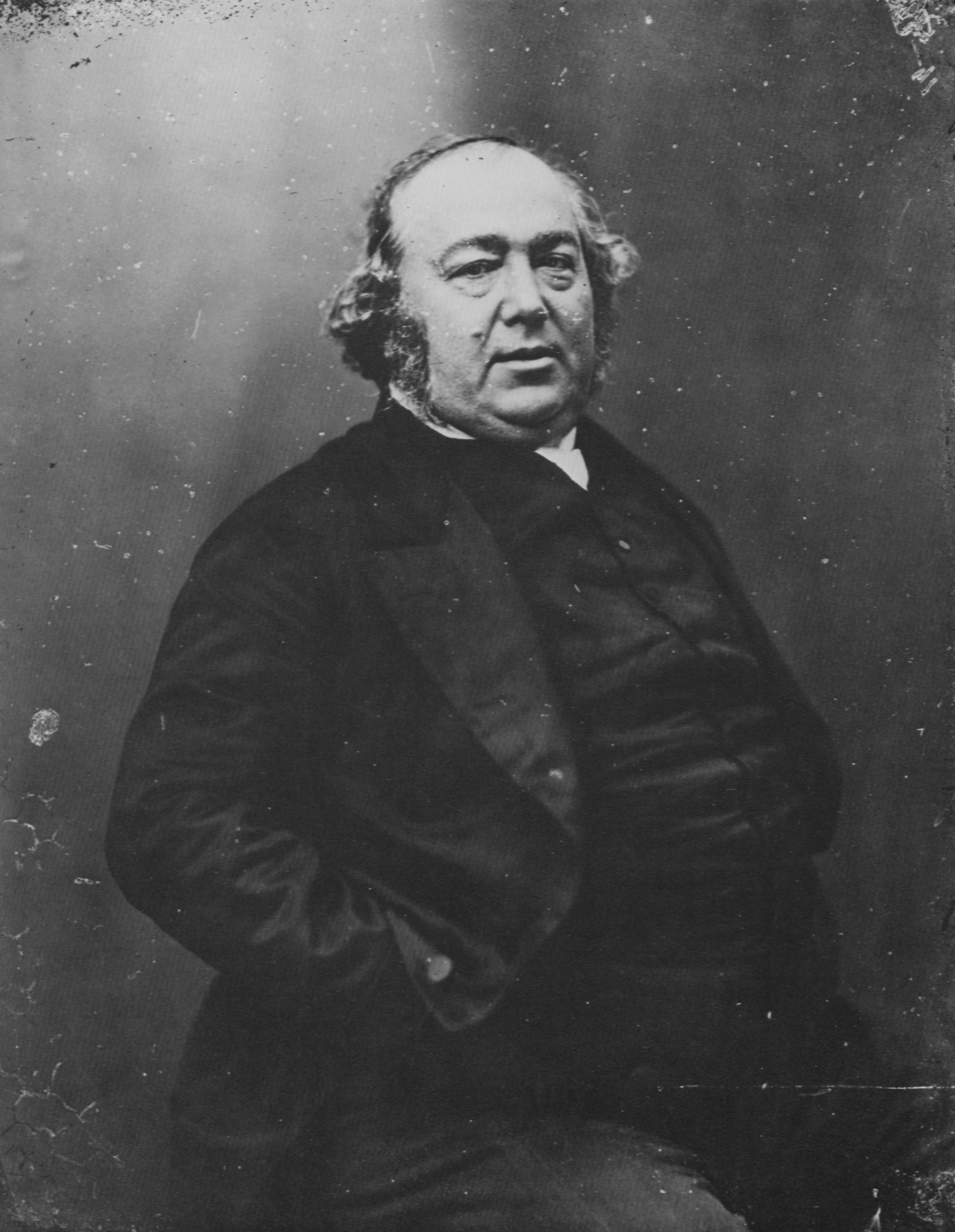
L’écrivain Jules Janin, par Nadar.

Elle porte le nom de l'écrivain et critique dramatique français Jules Janin (1804-1874),.

## Historique
Cette voie est ouverte sous sa dénomination actuelle en 1884. Elle commençait alors rue Faustin-Hélie, avant qu'une partie soit incorporée à la rue de la Pompe en 1887.
Le 27 septembre 1914, durant la Première Guerre mondiale, l'avenue Jules-Janin est bombardée par un raid effectué par des avions allemands.

## Bâtiments remarquables et lieux de mémoire
- Nos 10 à 12 : villa Jules Janin.
- No 20 : siège social du groupe Les Hôtels de Paris[4].
- No 22 : domicile du romancier Henry Kistemaeckers fils (1872-1938)[2].